# ماثيو غيست
ماثيو غيست (بالإنجليزية: Matthew Guest)‏ هو لاعب هوكي الحقل أسترالي، ولد في 26 أبريل 1985 في شيبارتون في أستراليا.

## روابط خارجية
- ماثيو غيست على موقع أوليمبيديا (الإنجليزية)
- ماثيو غيست على موقع اللجنة الأولمبية الكندية (الإنجليزية)
- ماثيو غيست على موقع اتحاد ألعاب الكومنولث (مؤرشف) (الإنجليزية)